# Vườn quốc gia Nymboi-Binderay
Vườn quốc gia Nymboi-Binderay là một vườn quốc gia ở phía bắc thành phố Dorrigo, bang New South Wales, Úc, cách thành phố Sydney 444 km về phía bắc.
Vườn quốc gia này rộng 172,43 km², bao quanh các hẻm núi đá granite và các bờ sông gồ ghề của sông Nymboida. Tốc độ chảy nhanh của dòng sông Nymboida này được sử dụng cho môn thể thao chèo xuồng trên dòng nước chảy xiết (rafting). Vườn này cũng bao gồm các đoạn của sông Nymboida nhỏ (Little Nymboida River) cùng các khu giải trí ở Cod Hole và The Junction. Rừng ưa mưa và rừng nguyên sinh rộng lớn là nơi trú ẩn của nhiều loài động vật có nguy cơ bị tuyệt chủng.